# 愛知県道522号中部国際空港線

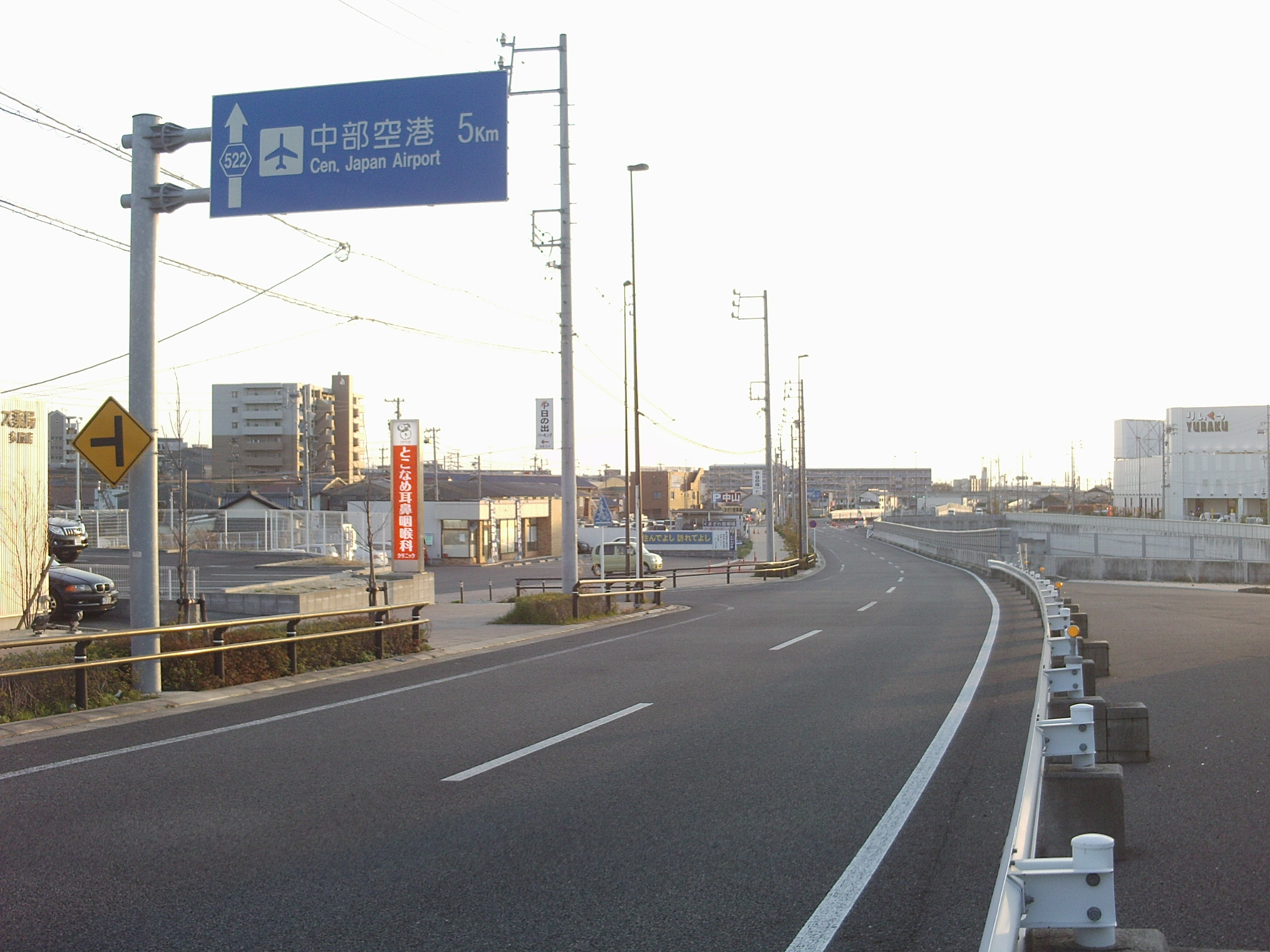
有料道路の側道部分にあたる場所。国道に接し、側道といえども大型トレーラーが十分に通行できる程度の道幅がある。

愛知県道522号中部国際空港線（あいちけんどう522ごう ちゅうぶこくさいくうこうせん）は、愛知県常滑市の中部国際空港から同市内に至る一般県道である。

## 概要

### 路線データ
- 起点 : 愛知県常滑市セントレア（中部国際空港）
- 終点 : 愛知県常滑市錦町（多屋交差点：国道155号交点）

## 沿革
- 2000年5月23日：認定

## 通過する自治体
- 愛知県
  - 常滑市

## 接続する道路
- りんくうIC - 知多横断道路、中部国際空港連絡道路（常滑市・りんくうインター入口交差点）
- 国道155号・国道247号・愛知県道265号碧南半田常滑線（常滑市・多屋交差点）

## 有料道路
- 中部国際空港連絡道路（セントレア東IC・りんくうIC間）

## 主な橋
- セントレア大橋

## 通行上の注意
- 中部国際空港連絡道路の通称セントレア大橋は、海上にあるため年中横風注意。とくに積荷を空港で降ろし終えた幌付きの貨物自動車はハンドルをとられないように注意。
- 旅客ターミナルビル前の一般車降車レーンは駐停車禁止。旅客の降車専用であるため、この場所で乗客を待つことはできない。迎えは駐車場内 （P1・P2） の一般車乗り場を利用する。
- 中部国際空港内の駐車場外周道路は一方通行である。分岐点で道を間違えた場合は、もう一度回り込む。また、長い直線道路の後、180度転回するためのカーブがあり、速度が出ていると急カーブに感じる。自動車の横転事故や道路外乗り上げなどの自損事故の発生しやすいカーブであるので、特に注意が必要である。